# Justicia addisoniensis
Justicia addisoniensis är en akantusväxtart som först beskrevs av Adolph Daniel Edward Elmer, och fick sitt nu gällande namn av C.M.Gao och Y.F.Deng. Justicia addisoniensis ingår i släktet Justicia och familjen akantusväxter. Inga underarter finns listade i Catalogue of Life.